# SH3-Domäne
Eine SH3-Domäne ist eine Proteindomäne, die spezifische Proteininteraktionen vermittelt. Die Abkürzung SH3 steht für Src-homology 3 (abgeleitet von der Proteinkinase c-Src, in der die Domäne das erste Mal beschrieben wurde; vgl. SH2-Domäne). Die Region ist ca. 60 Aminosäuren lang und erkennt insbesondere Prolin-reiche Aminosäurenmotive (PXXP).
SH3-Domänen sind an vielen Proteinkomplexen beteiligt, insbesondere bei Gerüstproteinen und Kinasen in Signaltransduktionsprozessen. 